# Gerhard Wilhelm
Gerhard Wilhelm (* 27. Mai 1918 in Stuttgart; † 10. Mai 2009 in Grafenau (Württemberg)) war ein deutscher Chorleiter.
Als Knabe sang er im Chor der Württembergischen Hochschule für Musik. In Stuttgart und Berlin studierte er Musik und absolvierte 1938 die Akademische Musiklehrerprüfung sowie 1939 die Pianistische Reifeprüfung. Danach belegte er ein Studium zum Kapellmeister.
Nach dem Zweiten Weltkrieg (ab 1946) übernahm er zuerst provisorisch die Leitung der Stuttgarter Hymnus-Chorknaben, denen er vor dem Krieg selbst angehört hatte. Später gab er seinen Traum von einer Karriere als Pianist endgültig auf und widmete sich ganz dem Chor bis zu seinem Ruhestand im Jahr 1987. In den Jahren seiner Tätigkeit gab er dem bereits seit dem Jahre 1900 bestehenden und nach dem Zweiten Weltkrieg neu gegründeten Chor sein musikalisches und pädagogisches Profil und führte ihn auf ein beachtliches Niveau und zu über die Landesgrenzen hinaus reichender Bekanntheit. Neben der musikalischen Qualität lag ihm aber auch immer die soziale Entwicklung seiner Schützlinge am Herzen, sodass er für viele zu einem echten „Hymnus-Vater“ wurde.